# Toapaya (plaats)
Toapaya is een bestuurslaag in het regentschap Bintan van de provincie Riau-archipel, Indonesië. Toapaya telt 1009 inwoners (volkstelling 2010).